# غيلبرت مايلز
غيلبرت مايلز (بالإنجليزية: Gilbert Myles)‏ هو سياسي نيوزلندي، ولد في 18 أكتوبر 1945. حزبياً، نشط في New Zealand Liberal Party (1991) ‏. وقد انتخب عضو مجلس النواب النيوزيلندي.